# ディズニー作品の一覧
ディズニー映画（ディズニーえいが）/ディズニー作品（ディズニーさくひん）

ウォルト・ディズニー・ピクチャーズの公式ロゴ。

ここでは、ウォルト・ディズニー・ピクチャーズにより制作された作品を一覧にして示す。
テレビシリーズのアニメ（テレビアニメ）については、「ディズニー・テレビジョン・アニメーション」などを参照。
テレビ映画については、「ディズニーのテレビ映画の一覧」などを参照。
なお、ウォルト・ディズニー・スタジオ傘下のマーベル・スタジオ、ルーカスフィルム、20世紀スタジオ、サーチライト・ピクチャーズの作品は含めない。

## ウォルト・ディズニー・ピクチャーズ製作の実写映画
| #   | 邦題                                                         | 原題                                                           | 公開日/放送日/発売日/配信日 | 日本公開日/放送日/発売日/配信日 | 監督                                          |
| --- | ------------------------------------------------------------ | -------------------------------------------------------------- | --------------------------- | ------------------------------- | --------------------------------------------- |
| 1   | 宝島                                                         | Treasure Island                                                | 1950年07月19日              | 1951年12月27日                  | バイロン・ハスキン                            |
| 2   | ロビン・フッド                                               | The Story of Robin Hood and His Merrie Men                     | 1952年06月26日              | 1955年01月22日                  | ケン・アナキン                                |
| 3   | 剣と薔薇                                                     | The Sword and the Rose                                         | 1953年07月23日              | 1954年02月12日                  | ケン・アナキン                                |
| 4   | 砂漠は生きている                                             | The Living Desert                                              | 1953年11月10日              | 1955年01月14日                  | ジェームズ・アルガー                          |
| 5   | 豪族の砦                                                     | Rob Roy, the Highland Rogue                                    | 1954年02月27日              | 1955年07月06日                  | ハロルド・フレンチ                            |
| 6   | 滅びゆく大草原                                               | Vanishing Prairie                                              | 1954年08月17日              | 1956年03月07日                  | ジェームズ・アルガー                          |
| 7   | 海底二万哩                                                   | 20'000 Leagues Under the Sea                                   | 1954年12月23日              | 1955年12月23日                  | リチャード・フライシャー                      |
| 8   | デイビー・クロケット/鹿皮服の男                              | Davy Crockett, King of the Wild Frontier                       | 1955年05月25日              | 1956年12月28日                  | ノーマン・フォスター                          |
| 9   | 百獣の王ライオン                                             | African Lion                                                   | 1955年09月14日              | 1958年01月15日                  | ジェームズ・アルガー                          |
| 10  | 小さな無法者                                                 | Littlest Outlaw                                                | 1955年12月22日              | 1957年11月23日                  | ロベルト・ガヴァルドン                        |
| 11  | 機関車大追跡                                                 | Great Locomotive Chase                                         | 1956年06月08日              | 1957年05月05日                  | フランシス・D・リヨン                         |
| 12  | ミシシッピ決死隊                                             | Davy Crockett and the River Pirates                            | 1956年07月18日              | 1959年06月26日                  | ノーマン・フォスター                          |
| 13  | 生命の神秘                                                   | Secrets of Life                                                | 1956年11月06日              | 1957年03月15日                  | ジェームズ・アルガー                          |
| 14  | 幌馬車隊西へ！                                               | Westward Ho the Wagons!                                        | 1956年12月20日              | 1958年08月19日                  | ウィリアム・ボーディン                        |
| 15  |                                                              | Johnny Tremain                                                 | 1957年06月19日              | 未公開                          | ロバート・スティーブンソン                    |
| 16  | ペリ                                                         | Perri                                                          | 1957年08月28日              | 1958年12月25日                  | N・ポール・ケンワーシー・Jr ラルフ・ライト    |
| 17  | 黄色い老犬                                                   | Old Yeller                                                     | 1957年12月25日              | 1959年03月18日                  | ロバート・スティーブンソン                    |
| 18  | 開拓者の血                                                   | Light in the Forest                                            | 1958年07月08日              | 1960年06月18日                  | ハーシェル・ドゥハティ                        |
| 19  | 白い荒野                                                     | White Wilderness                                               | 1958年08月12日              | 1960年02月21日                  | ジェームズ・アルガー                          |
| 20  | 最後の一人まで                                               | Tonka                                                          | 1958年12月25日              | 1959年04月25日                  | ルイス・R・フォスター                         |
| 21  | ボクはむく犬                                                 | Shaggy Dog                                                     | 1959年03月19日              | 1959年12月25日                  | チャールズ・バートン                          |
| 22  | 四つの願い                                                   | Darby O’Gill and the Little People                             | 1959年06月24日              | 1960年03月23日                  | ロバート・スティーブンソン                    |
| 23  | ゾロの復讐                                                   | Zorro the Avenger                                              | 1959年09月10日              | 1959年09月10日                  | チャールズ・バートン                          |
| 24  | 山の上の第三の男                                             | Third Man on the Mountain                                      | 1959年11月10日              | 1960年01月15日                  | ケン・アナキン                                |
| 25  | サーカス小僧                                                 | Toby Tyler or 10 Weeks with a Circus                           | 1960年01月21日              | 1961年03月18日                  | チャールズ・バートン                          |
| 26  | 海賊船                                                       | Kidnapped                                                      | 1960年02月24日              | 1961年01月10日                  | ロバート・スティーブンソン                    |
| 27  | ポリアンナ                                                   | Pollyanna                                                      | 1960年05月19日              | 1963年03月21日                  | デヴィッド・スウィフト                        |
| 28  | 怪傑ゾロ                                                     | Sign of Zorro                                                  | 1960年06月11日              | 1958年11月19日                  | ノーマン・フォスター                          |
| 28  | ジャングル・キャット                                         | Jungle Cat                                                     | 1960年08月10日              | 1960年11月22日                  | ジェームズ・アルガー                          |
| 29  |                                                              | Ten Who Dared                                                  | 1960年11月01日              | 未公開                          | ウィリアム・ボーディン                        |
| 30  | スイスファミリーロビンソン                                   | Swiss Family Robinson                                          | 1960年12月21日              | 1961年12月27日                  | ケン・アナキン                                |
| 31  | フラバー うっかり博士の大発明                                | The Absent-Minded Professor                                    | 1961年03月16日              | 1961年07月29日                  | ロバート・スティーブンソン                    |
| 32  | 罠にかかったパパとママ                                       | The Parent Trap                                                | 1961年06月21日              | 1962年03月10日                  | デヴィッド・スウィフト                        |
| 33  | ワイルド・ドッグ                                             | Nikki, Wild Dog of the North                                   | 1961年07月12日              | 1961年11月22日                  | ジャック・コーファー                          |
| 34  |                                                              | Greyfriars Bobby                                               | 1961年07月17日              | 未公開                          | ドン・チャフィー                              |
| 35  | おもちゃの王国                                               | Babes in Toyland                                               | 1961年12月14日              | 1970年03月21日                  | ジャック・ドノヒュー                          |
| 36  | ムーン・パイロット                                           | Moon Pilot                                                     | 1962年04月05日              | 1962年08月11日                  | ジェームズ・ニールソン                        |
| 37  | パリよ、こんにちは！                                         | Bon Voyage                                                     | 1962年05月17日              | 1963年10月12日                  | ジェームズ・ニールソン                        |
| 38  | ビッグ・レッド                                               | Big Red                                                        | 1962年06月06日              | 1962年11月02日                  | ノーマン・トーカー                            |
| 39  | 青きドナウ                                                   | Almost Angels                                                  | 1962年09月26日              | 1963年07月20日                  | スティーブ・プレヴィン                        |
| 40  | 狼王ロボ                                                     | The Legend of Lobo                                             | 1962年11月07日              | 1963年04月27日                  | ジェームズ・アルガー                          |
| 41  | 難破船                                                       | In Search of the Castaways                                     | 1962年12月19日              | 1964年03月14日                  | ロバート・スティーブンソン                    |
| 42  | フラバー・デラックス                                         | Son of Flubber                                                 | 1963年01月16日              | 1964年08月08日                  | ロバート・スティーブンソン                    |
| 43  | 第二次世界大戦秘話・白馬奪回作戦                             | Miracle of the White Stallions                                 | 1963年03月29日              | 1964年04月29日                  | アーサー・ヒラー                              |
| 44  |                                                              | Savage Sam                                                     | 1963年06月01日              | 未公開                          | ノーマン・トーカー                            |
| 45  | 夏の魔術                                                     | Summer Magic                                                   | 1963年07月07日              | 1965年03月20日                  | ジェームズ・ニールソン                        |
| 46  | 三匹荒野を行く                                               | The Incredible Journey                                         | 1963年11月20日              | 1965年01月15日                  | ジェームズ・アルガー                          |
| 47  | 霧の中の虎                                                   | A Tiger Walks                                                  | 1964年03月12日              | 1966年02月12日                  | ノーマン・トーカー                            |
| 48  | ツツぬけですピタリ一発                                       | Misadventures of Merlin Jones                                  | 1964年03月25日              | 1965年03月20日                  | ロバート・スティーブンソン                    |
| 49  | トマシーナと三つの生命                                       | The Three Lives of Thomasina                                   | 1964年06月04日              | 1967年01月07日                  | ドン・チャフィー                              |
| 50  | クレタの風車                                                 | The Moon-Spinners                                              | 1964年07月08日              | 1966年03月16日                  | ジェームズ・ニールソン                        |
| 51  | われらキャロウェイ                                           | Those Calloways                                                | 1964年11月10日              | 1966年10月26日                  | ノーマン・トーカー                            |
| 52  | エミールと探偵たち                                           | Emil and the Detectives                                        | 1964年12月18日              | 1970年06月27日                  | ピーター・テュークスベリー                    |
| 53  |                                                              | The Monkey's Uncle                                             | 1965年08月18日              | 未公開                          | ロバート・スティーブンソン                    |
| 54  | シャム猫FBI/ニャンタッチャブル                               | That Darn Cat!                                                 | 1965年12月02日              | 1967年08月04日                  | ロバート・スティーブンソン                    |
| 55  | 猛犬ご注意                                                   | Ugly Dachshund                                                 | 1966年02月16日              | 1966年04月27日                  | ノーマン・トーカー                            |
| 56  | 南海征服                                                     | Lt. Robin Crusoe, U.S.N.                                       | 1966年07月29日              | 1967年03月18日                  | バイロン・ポール                              |
| 57  | 反逆の戦士                                                   | The Fighting Prince of Donegal                                 | 1966年10月01日              | 1967年12月01日                  | マイケル・オハーリー                          |
| 58  | 歌声は青空高く                                               | Follow Me, Boys!                                               | 1966年12月08日              | 1968年08月17日                  | ノーマン・トーカー                            |
| 59  |                                                              | Monkeys, Go Home!                                              | 1967年02月08日              | 未公開                          | アンドリュー・V・マクラグレン                 |
| 60  | 黄金作戦 追いつ追われつ                                      | The Adventures of Bullwhip Griffin                             | 1967年06月15日              | 1968年01月20日                  | ジェームズ・ニールソン                        |
| 61  | 最高にしあわせ                                               | The Happiest Millionaire                                       | 1967年06月23日              | 1968年03月09日                  | ノーマン・トーカー                            |
| 62  | 小びとの森の物語                                             | The Gnome-Mobile                                               | 1967年07月12日              | 1969年03月21日                  | ロバート・スティーブンソン                    |
| 63  | クーガー荒野に帰る                                           | Charlie the Lonesome Cougar                                    | 1967年10月19日              | 1968年01月20日                  | ウィンストン・ヒブラー                        |
| 64  | 黒ひげ大旋風                                                 | Blackbeard's Ghost                                             | 1968年02月08日              | 1968年12月24日                  | ロバート・スティーブンソン                    |
| 65  | ファミリー・バンド                                           | One and Only, Genuine, Original Family Band                    | 1968年03月21日              | 1969年04月25日                  | マイケル・オハーリー                          |
| 66  | 怪盗大旋風                                                   | Never a Dull Moment                                            | 1968年06月26日              | 1970年02月28日                  | ジェリー・パリス                              |
| 67  | 赤いリボンに乾杯!                                            | The Horse in the Gray Flannel Suit                             | 1968年12月20日              | 1969年06月27日                  | ノーマン・トーカー                            |
| 68  | ラブ・バッグ                                                 | The Love Bug                                                   | 1968年12月24日              | 1969年12月20日                  | ロバート・スティーブンソン                    |
| 69  |                                                              | Smith!                                                         | 1969年03月21日              | 未公開                          |                                               |
| 70  |                                                              | Rascal                                                         | 1969年06月11日              | 未公開                          |                                               |
| 71  | テニス靴をはいたコンピューター                               | The Computer Wore Tennis Shoes                                 | 1969年12月24日              | 1970年12月29日                  | ロバート・バトラー                            |
| 72  | 灰色グマの一生                                               | King of the Grizzlies                                          | 1970年02月11日              | 1971年03月20日                  | ロン・ケリー                                  |
| 73  | ボートニック                                                 | The Boatniks                                                   | 1970年07月01日              | 1971年04月24日                  | ノーマン・トーカー                            |
| 74  | ワイルドカントリー                                           | The Wild Country                                               | 1970年12月15日              | 1975年08月16日                  | ロバート・トッテン                            |
| 75  | ハダシの重役                                                 | The Barefoot Executive                                         | 1971年03月17日              | 1971年12月25日                  | ロバート・バトラー                            |
| 76  |                                                              | Scandalous John                                                | 1971年06月22日              | 未公開                          | ロバート・バトラー                            |
| 78  | あひる大旋風                                                 | The $1,000,000 Duck                                            | 1971年06月30日              | 1972年03月18日                  | ヴィンセント・マッカビーティ                  |
| 79  |                                                              | The Biscuit Eater                                              | 1972年03月22日              | 未公開                          | ヴィンセント・マッカビーティ                  |
| 80  | そら見えたぞ！見えないぞ！                                   | Now You See Him, Now You Don't                                 | 1972年07月12日              | 1972年12月23日                  | ロバート・バトラー                            |
| 81  | ジョディ・フォスターのライオン物語                           | Napoleon and Samantha                                          | 1972年07月19日              | 1973年09月22日                  | バーナード・マッカビーティ                    |
| 82  | 母親クーガーの一生                                           | Run, Cougar, Run                                               | 1972年10月18日              | 1974年06月22日                  | ジェームズ・アルガー                          |
| 83  | 雪だるま超特急                                               | Snowball Express                                               | 1972年12月22日              | 1973年12月25日                  | ノーマン・トーカー                            |
| 84  | 史上最大のスーパー・チャンピオン                             | The World’s Greatest Athlete                                   | 1973年02月01日              | 1976年03月27日                  | ロバート・シアラー                            |
| 85  |                                                              | Charley and the Angel                                          | 1973年03月23日              | 未公開                          | ヴィンセント・マッカビーティ                  |
| 86  | リトル・インディアン                                         | One Little Indian                                              | 1973年06月20日              | 1988年05月20日                  | バーナード・マッカービーティ                  |
| 87  |                                                              | Superdad                                                       | 1973年12月14日              | 未公開                          | ヴィンセント・マッカビーティ                  |
| 88  | 続ラブ・バッグ                                               | Herbie Rides Again                                             | 1974年06月06日              | 1975年12月20日                  | ロバート・スティーブンソン                    |
| 89  | 遥かなる子熊の森                                             | The Bears and I                                                | 1974年07月31日              | 1976年12月25日                  | バーナード・マッカービーティ                  |
| 90  |                                                              | The Castaway Cowboy                                            | 1974年08月01日              | 未公開                          | ヴィンセント・マッカビーティ                  |
| 91  | 地球の頂上の島                                               | The Island at the Top of the World                             | 1974年12月20日              | 1975年03月15日                  | ロバート・スティーブンソン                    |
| 92  | スーパー・マッチョマン コーンフレーク大作戦                  | The Strongest Man in the World                                 | 1975年02月06日              | 1976年08月28日                  | ヴィンセント・マッカビーティ                  |
| 93  | 星の国から来た仲間                                           | Escape to Witch Mountain                                       | 1975年03月21日              | 1977年04月29日                  | ジョン・ハフ                                  |
| 94  | チビッ子ギャング台風                                         | The Apple Dumpling Gang                                        | 1975年07月01日              | 1987年09月28日                  | ノーマン・トーカー                            |
| 95  |                                                              | One of Our Dinosaurs is Missing                                | 1975年07月09日              | 未公開                          | ロバート・スティーブンソン                    |
| 96  | 大自然の驚異                                                 | The Best of Walt Disney’s True-Life Adventures                 | 1975年10月08日              | 1977年01月15日                  | ジェームズ・アルガー                          |
| 97  |                                                              | Ride a Wild Pony                                               | 1975年12月25日              | 未公開                          | ドン・チャフィー                              |
| 98  |                                                              | No Deposit, No Return                                          | 1976年02月05日              | 未公開                          | ノーマン・トーカー                            |
| 99  | マタクンベの黄金                                             | Treasure of Matecumbe                                          | 1976年07月01日              | 1977年01月15日                  | ヴィンセント・マッカビーティ                  |
| 100 | 背番号00大奮戦                                               | Gus                                                            | 1976年07月07日              | 1976年12月25日                  | ヴィンセント・マッカビーティ                  |
| 101 | 新・ボクはむく犬                                             | The Shaggy D.A.                                                | 1976年12月17日              | 1987年05月28日                  | ロバート・スティーブンソン                    |
| 102 | フリーキー・フライデー                                       | Freaky Friday                                                  | 1977年01月21日              | 1987年09月28日                  | ゲイリー・ネルソン                            |
| 103 |                                                              | The Littlest Horse Thieves                                     | 1977年03月11日              | 未公開                          | チャールズ・ジャロット                        |
| 104 | ラブ・バッグ/モンテカルロ大爆走                              | Herbie Goes to Monte Carlo                                     | 1977年06月24日              | 1980年04月12日                  | ヴィンセント・マッカビーティ                  |
| 105 | キャンドルシュー/セント・エドモンドの秘宝                    | Candleshoe                                                     | 1977年12月16日              | 1988年01月28日                  | ノーマン・トーカー                            |
| 106 | 続・星の国から来た仲間                                       | Return from Witch Mountain                                     | 1978年03月10日              | 1995年11月23日                  | ジョン・ハフ                                  |
| 107 | スペースキャット                                             | The Cat from Outer Space                                       | 1978年06月09日              | 1988年03月25日                  | ノーマン・トーカー                            |
| 108 |                                                              | Hot Lead and Cold Feet                                         | 1978年07月05日              | 未公開                          | ロバート・バトラー                            |
| 109 |                                                              | The North Avenue Irregulars                                    | 1979年02月09日              | 未公開                          | ブルース・ビルソン                            |
| 110 |                                                              | The Apple Dumpling Gang Rides Again                            | 1979年06月27日              | 未公開                          | ヴィンセント・マッカビーティ                  |
| 111 |                                                              | Unidentified Flying Oddball                                    | 1979年07月26日              | 未公開                          | ラス・メイベリー                              |
| 112 | ブラックホール                                               | The Black Hole                                                 | 1979年12月21日              | 1980年12月20日                  | ゲイリー・ネルソン                            |
| 113 | オールナイト大学狂騒レース！                                 | Midnight Madness                                               | 1980年02月08日              | 1987年09月28日                  | デイビット・ウェクター マイケル・ナンキン     |
| 114 |                                                              | The Last Flight of Noah’s Ark                                  | 1980年07月09日              | 未公開                          | チャールズ・ジャロット                        |
| 115 | ビバ! ラブ・バッグ                                           | Herbie Goes Bananas                                            | 1980年06月27日              | 1990年08月22日                  | ヴィンセント・マッカビーティ                  |
| 116 | デビルとマックス/悪魔が天使?                                 | The Devil and Max Devlin                                       | 1981年02月11日              | 1987年10月28日                  | スティーヴン・ヒリヤード・スターン            |
| 117 | エイミー                                                     | Amy                                                            | 1981年03月20日              | 1981年04月25日                  | ヴィンセント・マッカビーティ                  |
| 118 | コンドルマン                                                 | Condorman                                                      | 1981年08月07日              | 1987年07月28日                  | チャールズ・ジャロット                        |
| 119 | 呪われた森                                                   | The Watcher in the Woods                                       | 1981年10月07日              | 1982年09月11日                  | ヴィンセント・マッカビーティ ジョン・ハフ     |
| 120 | 気球の8人                                                    | Night Crossing                                                 | 1982年02月05日              | 1984年09月15日                  | デルバート・マン                              |
| 121 | トロン                                                       | Tron                                                           | 1982年07月09日              | 1982年09月25日                  | スティーヴン・リズバーガー                    |
| 122 | テックス                                                     | Tex                                                            | 1982年07月30日              | 1984年06月02日                  | ティム・ハンター                              |
| 123 | トレンチコート/危険な追跡                                    | Trenchcoat                                                     | 1983年03月11日              | 1988年04月25日                  | マイケル・タクナー                            |
| 124 | 何かが道をやってくる                                         | Something Wicked This Way Comes                                | 1983年04月29日              | 1986年11月21日                  | ジャック・クレイトン                          |
| 125 | ネバー・クライ・ウルフ                                       | Never Cry Wolf                                                 | 1983年10月07日              | 1984年06月23日                  | キャロル・バラード                            |
| 126 | オズ                                                         | Return To OZ                                                   | 1985年06月21日              | 1986年03月15日                  | ウォルター・マーチ                            |
| 127 | ナティ物語                                                   | The Journey of Natty Gann                                      | 1985年09月27日              | 1987年09月28日                  | ジェレミー・ケーガン                          |
| 128 | クリスマスに届いた愛                                         | One Magic Christmas                                            | 1985年11月22日              | 1987年11月25日                  | フィリップ・ボーゾス                          |
| 129 | ナビゲイター                                                 | Flight of the Navigator                                        | 1986年07月30日              | 1986年12月27日                  | ランダル・クレイザー                          |
| 130 | がんばれ！がんばれ！ベンジー                                 | Benji the Hunted                                               | 1987年06月17日              | 1988年03月12日                  | ジョー・キャンプ                              |
| 131 | 遥かなるスノー・リバー                                       | Return to Snowy River                                          | 1988年03月24日              | 1991年04月21日                  | ジェフ・バロウズ                              |
| 132 | ミクロキッズ                                                 | Honey, I Shrunk the Kid                                        | 1989年06月23日              | 1990年03月10日                  | ジョー・ジョンストン                          |
| 133 | チーター                                                     | Cheetah                                                        | 1989年08月18日              | 1991年04月21日                  |                                               |
| 134 | ホワイト・ファング                                           | White Fang                                                     | 1991年01月18日              | 1992年08月29日                  | ランダル・クレイザー                          |
| 135 | 冒険の島/海賊メリックをやっつけろ！                          | Shipwrecked                                                    | 1991年03月01日              | 1994年02月18日                  | ニルス・ガウプ                                |
| 136 | ワイルドハート/彼女は空を翔けた                              | Wild Hearts Can't Be Broken                                    | 1991年05月24日              | 1994年02月18日                  | スティーヴ・マイナー                          |
| 137 | ロケッティア                                                 | The Rocketeer                                                  | 1991年06月21日              | 1991年12月07日                  | ジョー・ジョンストン                          |
| 138 | ニュージーズ                                                 | Newsies                                                        | 1992年04月10日              | 1993年07月21日                  | ケニー・オルテガ                              |
| 139 | ジャイアント・ベビー                                         | Honey, I Blew Up the Kid                                       | 1992年07月17日              | 1993年06月26日                  | ランダル・クレイザー                          |
| 140 | 飛べないアヒル                                               | The Mighty Ducks                                               | 1992年10月02日              | 1993年07月03日                  | スティーヴン・ヘレク                          |
| 141 | マペットのクリスマス・キャロル                               | The Muppet Christmas Carol                                     | 1992年12月11日              | 1993年11月27日                  | ブライアン・ヘンソン                          |
| 142 | 奇跡の旅                                                     | Homeward Bound: The Incredible Journey                         | 1993年02月03日              | 1993年06月19日                  | デュウェイン・ダンハム                        |
| 143 | ラスト・ウィンド/少年達は砂漠を越えた                        | A Far Off Place                                                | 1993年03月12日              | 1995年03月17日                  | ミカエル・サロモン                            |
| 144 | ハックフィンの大冒険                                         | Adventures of Huck Finn                                        | 1993年04月02日              | 1994年08月03日                  | スティーヴン・ソマーズ                        |
| 145 | ホーカス ポーカス                                            | Hocus Pocus                                                    | 1993年07月16日              | 1994年10月29日                  | ケニー・オルテガ                              |
| 146 | クール・ランニング                                           | Cool Runnings                                                  | 1993年10月01日              | 1994年02月19日                  | ジョン・タートルトーブ                        |
| 147 | 三銃士                                                       | The Three Musketeers                                           | 1993年11月12日              | 1994年03月12日                  | スティーヴン・ヘレク                          |
| 148 | アイアン・ウィル/白銀に燃えて                                | Iron Will                                                      | 1994年01月14日              | 1994年06月11日                  | チャールズ・ハイド                            |
| 149 | ブランク・チェック/100万ドル大作戦                           | Blank Check                                                    | 1994年02月11日              | 1995年04月21日                  | ルパート・ウェインライト                      |
| 150 | D2 マイティ・ダック                                          | D2: The Mighty Ducks                                           | 1994年03月25日              | 1995年01月21日                  | サム・ワイスマン                              |
| 151 | ホワイトファング2/伝説の白い牙                               | White Fang 2: Myth of the White Wolf                           | 1994年04月15日              | 1995年02月17日                  | ケン・オリン                                  |
| 152 | エンジェルス                                                 | Angels in the Outfield                                         | 1994年07月15日              | 1995年03月18日                  | ウィリアム・ディア                            |
| 153 | スクワント/伝説の勇者                                        | Squanto: A Warrior's Tale                                      | 1994年11月27日              | 1996年03月21日                  | サヴィアー・コラー                            |
| 154 | サンタクローズ                                               | The Santa Clause                                               | 1994年11月11日              | 1995年10月28日                  | ジョン・パスキン                              |
| 155 | ジャングル・ブック                                           | The Jungle Book                                                | 1994年12月25日              | 1995年07月08日                  | スティーヴン・ソマーズ                        |
| 156 | ヘビーウェイト/サマー・キャンプ奪還作戦                      | Heavyweights                                                   | 1995年02月17日              | 1995年12月16日                  | スティーヴン・ブリル                          |
| 157 | ママのフィアンセ/結婚に異議あり！                            | Man of the House                                               | 1995年03月03日              | 1996年05月17日                  | ジェームズ・オア                              |
| 158 | トール・テイル/パラダイス・ヴァレーの奇跡                    | Tall Tale                                                      | 1995年03月24日              | 1996年06月21日                  | ジェレマイア・S・チェチック                   |
| 159 | ダンボドロップ大作戦                                         | Operation Dumbo Drop                                           | 1995年07月28日              | 1996年07月19日                  | サイモン・ウィンサー                          |
| 160 | タイムマスター/時空をかける少年                              | A Kid in King Arthur's Court                                   | 1995年08月11日              | 1996年04月20日                  | マイケル・ゴットリーブ                        |
| 161 | ビッグ・グリーン/でこぼこイレブン大旋風                      | The Big Green                                                  | 1995年09月29日              | 1997年02月21日                  | ホリー・ゴールドバーグ・スローン              |
| 162 |                                                              | Frank and Ollie                                                | 1995年10月20日              | 未公開                          | セオドア・トーマス                            |
| 163 | トム・ソーヤーの大冒険                                       | Tom and Huck                                                   | 1995年12月22日              | 1997年03月21日                  | ピーター・ヒューイット                        |
| 164 | マペットの宝島                                               | Muppet Treasure Island                                         | 1996年02月16日              | 1996年07月13日                  | ブライアン・ヘンソン                          |
| 165 | 奇跡の旅2/サンフランシスコの大冒険                           | Homeward Bound II: Lost in San Francisco                       | 1996年03月08日              | 1997年02月21日                  | デヴィット・R・エリス                         |
| 166 | ファースト・キッド/僕のパパは大統領                          | First Kid                                                      | 1996年08月30日              | 1997年06月18日                  | デイヴィッド・ミッキー・エヴァンズ            |
| 167 | D3 マイティ・ダックス 飛べないアヒル3                        | D3: The Mighty Ducks                                           | 1996年10月04日              | 1998年03月14日                  | ロバート・ライバーマン                        |
| 168 | 101                                                          | 101 Dalmatians                                                 | 1996年11月27日              | 1997年03月15日                  | スティーヴン・ヘレク                          |
| 169 | 誘拐騒動/ニャンタッチャブル                                  | That Darn Cat                                                  | 1997年02月14日              | 1997年12月17日                  | ボブ・スパイアーズ                            |
| 170 | ジャングル2ジャングル                                        | Jungle 2 Jungle                                                | 1997年03月07日              | 1998年02月07日                  | ジョン・パスキン                              |
| 171 | ジャングル・ジョージ                                         | George of the Jungle                                           | 1997年07月16日              | 1998年11月07日                  | サム・ワイズマン                              |
| 172 | エア・バディ                                                 | Air Bud                                                        | 1997年08月01日              | 1999年08月06日                  | チャールズ・マーティン・スミス                |
| 173 | ロケットマン                                                 | RocketMan                                                      | 1997年10月10日              | 1998年07月17日                  | スチュアート・ジラード                        |
| 174 | フラバー                                                     | Flubber                                                        | 1997年11月26日              | 1998年03月28日                  | レス・メイフィールド                          |
| 175 | Mr.マグー                                                    | Mr. Magoo                                                      | 1997年12月25日              | 1998年11月07日                  | スタンリー・トン                              |
| 176 | ディードル・ブラザーズ/悪ノリ双子の大作戦                    | Meet the Deedles                                               | 1998年03月27日              | 2001年04月06日                  | スティーヴ・ボーヤム                          |
| 177 | ファミリー・ゲーム/双子の天使                                | The Parent Trap                                                | 1998年07月29日              | 1999年08月14日                  | ナンシー・マイヤーズ                          |
| 178 | サンタに化けたヒッチハイカーは、なぜ家をめざすのか？         | I’ll Be Home for Christmas                                     | 1998年11月13日              | 1999年11月17日                  | アーリーン・サンフォード                      |
| 179 | マイティ・ジョー                                             | Mighty Joe Young                                               | 1998年12月25日              | 1999年04月10日                  | ロン・アンダーウッド                          |
| 180 | ブラボー火星人2000                                           | My Favorite Martian                                            | 1999年02月12日              | 2000年05月17日                  | ドナルド・ペトリ                              |
| 181 |                                                              | Endurance                                                      | 1999年05月14日              | 未公開                          | レスリー・ウッドヘッド                        |
| 182 | GO!GO!ガジェット                                             | Inspector Gadget                                               | 1999年07月30日              | 2000年07月19日                  | デヴィッド・ケロッグ                          |
| 183 | アブ・アイワークス物語                                       | The Hand Behind the Mouse: The Ub Iwerks Story                 | 1999年10月08日              | 2008年12月17日                  |                                               |
| 184 | ストレイト・ストーリー                                       | The Straight Story                                             | 1999年09月03日              | 2000年03月25日                  | デイヴィッド・リンチ                          |
| 185 | 子象物語                                                     | Whispers: An Elephant's Tale                                   | 2000年03月10日              | 2004年06月26日                  | デレック・ジュベール                          |
| 186 | キッド                                                       | Disney's The Kid                                               | 2000年06月25日              | 2000年09月23日                  | ジョン・タートルトーブ                        |
| 187 | タイタンズを忘れない                                         | Remember the Titans                                            | 2000年09月23日              | 2001年04月28日                  | ボアズ・イェーキン                            |
| 188 | 102                                                          | 102 Dalmatians                                                 | 2000年11月22日              | 2001年03月10日                  | ケヴィン・リマ                                |
| 189 | プリティ・プリンセス                                         | The Princess Diaries                                           | 2001年08月03日              | 2002年01月26日                  | ゲーリー・マーシャル                          |
| 190 | トラブル・キッズ マックス・キーブルの大逆襲                  | Max Keeble's Big Move                                          | 2001年10月05日              | 2002年12月18日                  | ティム・ヒル                                  |
| 191 | スノー・ドッグ                                               | Snow Dogs                                                      | 2002年01月18日              | 2002年06月15日                  | ブライアン・レヴァント                        |
| 192 | オールド・ルーキー                                           | The Rookie                                                     | 2002年03月29日              | 2003年01月18日                  | ジョン・リー・ハンコック                      |
| 193 | カントリー・ベアーズ                                         | The Country Bears                                              | 2002年07月26日              | 2003年04月26日                  | ピーター・ヘイスティングス                    |
| 194 | エバーラスティング 時をさまようタック                        | Tuck Everlasting                                               | 2002年10月11日              | 2003年11月19日                  | ジョイ・ラッセル                              |
| 195 | サンタクロース・リターンズ! クリスマス危機一髪               | Santa Clause 2                                                 | 2002年11月01日              | 2002年12月07日                  | マイケル・レンベック                          |
| 196 | ジェームズ・キャメロンのタイタニックの秘密                   | Ghosts of the Abyss                                            | 2003年04月11日              | 2003年07月19日                  | ジェームズ・キャメロン                        |
| 197 | 穴/HOLES                                                     | Holes                                                          | 2003年04月18日              | 2004年04月23日                  | アンドリュー・デイヴィス                      |
| 198 | パイレーツ・オブ・カリビアン/呪われた海賊たち                | Pirates of the Caribbean: The Curse of the Black Pearl         | 2003年07月02日              | 2003年08月02日                  | ゴア・ヴァービンスキー                        |
| 199 | フォーチュン・クッキー                                       | Freaky Friday                                                  | 2003年08月06日              | 2004年05月01日                  | マーク・ウォーターズ                          |
| 200 | ホーンテッドマンション                                       | The Haunted Mansion                                            | 2003年11月26日              | 2004年04月24日                  | ロブ・ミンコフ                                |
| 201 | ヤング・ブラック・スタリオン                                 | The Young Black Stallion                                       | 2003年12月25日              | 2005年04月20日                  | サイモン・ウィンサー                          |
| 202 | ミラクル                                                     | Miracle                                                        | 2004年02月06日              | 2005年03月18日                  | ギャヴィン・オコナー                          |
| 203 | 彼女は夢見るドラマ・クイーン                                 | Confessions of a Teenage Drama Queen                           | 2004年02月20日              | 2005年05月18日                  | サラ・シュガーマン                            |
| 204 | セイクレッド・プラネット 生きている地球                      | Sacred Planet                                                  | 2004年04月22日              | 2005年04月20日                  | ジョン・ロング                                |
| 205 | 80デイズ                                                     | Around the World in 80 Days                                    | 2004年06月16日              | 2004年11月06日                  | フランク・コラチ                              |
| 206 | プリティ・プリンセス2/ロイヤル・ウェディング                 | The Princess Diaries 2: Royal Engagement                       | 2004年08月11日              | 2005年02月26日                  | ゲーリー・マーシャル                          |
| 207 | ナショナル・トレジャー                                       | National Treasure                                              | 2004年11月19日              | 2005年03月19日                  | ジョン・タートルトーブ                        |
| 208 | エイリアンズ・オブ・ザ・ディープ                             | Aliens of the Deep                                             | 2005年01月28日              | 2005年09月01日                  | ジェームズ・キャメロン スティーヴン・クエイル |
| 209 | キャプテン・ウルフ                                           | The Pacifier                                                   | 2005年03月04日              | 2005年10月29日                  | アダム・シャンクマン                          |
| 210 | アイス・プリンセス                                           | Ice Princess                                                   | 2005年03月18日              | 2006年01月25日                  | ティム・ファイウェル                          |
| 211 | ハービー 〜機械仕掛けのキューピッド〜                        | Herbie: Fully Loaded                                           | 2005年06月22日              | 2005年07月30日                  | アンジェラ・ロビンソン                        |
| 212 | スカイ・ハイ                                                 | Sky High                                                       | 2005年07月29日              | 2006年02月25日                  | マイク・ミッチェル                            |
| 213 | グレイテスト・ゲーム                                         | The Greatest Game Ever Played                                  | 2005年09月30日              | 2006年07月26日                  | ビル・パクストン                              |
| 214 | ナルニア国物語/第1章:ライオンと魔女                          | The Chronicles of Narnia: The Lion, the Witch and the Wardrobe | 2005年12月09日              | 2006年03月04日                  | アンドリュー・アダムソン                      |
| 215 | グローリー・ロード                                           | Glory Road                                                     | 2006年01月13日              | 2006年10月20日                  | ジェームズ・ガートナー                        |
| 216 | 火星探索ローバー                                             | Roving Mars                                                    | 2006年01月27日              | 2021年10月27日                  | ジョージ・バトラー                            |
| 217 | 南極物語                                                     | Eight Below                                                    | 2006年02月17日              | 2006年03月18日                  | フランク・マーシャル                          |
| 218 | シャギー・ドッグ                                             | The Shaggy Dog                                                 | 2006年03月10日              | 2006年10月07日                  | ブライアン・ロビンス                          |
| 219 | パイレーツ・オブ・カリビアン/デッドマンズ・チェスト          | Pirates of the Caribbean: Dead Man's Chest                     | 2006年07月07日              | 2006年07月22日                  | ゴア・ヴァービンスキー                        |
| 220 | インヴィンシブル 栄光へのタッチダウン                        | Invincible                                                     | 2006年08月25日              | 2007年03月21日                  | エリクソン・コア                              |
| 221 | サンタ・クローズ3/クリスマス大作戦！                         | The Santa Clause 3: The Escape Clause                          | 2006年11月03日              | 2006年12月02日                  | マイケル・レンベック                          |
| 222 | テラビシアにかける橋                                         | Bridge to Terabithia                                           | 2007年02月16日              | 2008年01月26日                  | ガーボル・チュポー                            |
| 223 | パイレーツ・オブ・カリビアン/ワールド・エンド                | Pirates of the Caribbean: At World's End                       | 2007年05月25日              | 2007年05月25日                  | ゴア・ヴァービンスキー                        |
| 224 | 鉄ワン・アンダードッグ                                       | Underdog                                                       | 2007年08月03日              | 2009年05月20日                  | フレデリック・デュショー                      |
| 225 | ゲーム・プラン                                               | The Game Plan                                                  | 2007年09月28日              | 2008年10月22日                  | アンディ・フィックマン                        |
| 226 | ナショナル・トレジャー リンカーン暗殺者の日記                | National Treasure: Book of Secrets                             | 2007年12月21日              | 2007年12月21日                  | ジョン・タートルトーブ                        |
| 227 | ハンナ・モンタナ ザ・コンサート 3D                           | Hannah Montana & Miley Cyrus: Best of Both Worlds Concert      | 2008年02月01日              | 2009年05月16日                  | ブルース・ヘンドリックス                      |
| 228 | ロード・トリップ パパは誰にも止められない!                   | College Road Trip                                              | 2008年03月07日              | 2010年03月17日                  | ロジャー・カンブル                            |
| 229 | ナルニア国物語/第2章:カスピアン王子の角笛                    | The Chronicles of Narnia: Prince Caspian                       | 2008年05月16日              | 2008年05月21日                  | アンドリュー・アダムソン                      |
| 230 | ビバリーヒルズ・チワワ                                       | Beverly Hills Chihuahua                                        | 2008年10月03日              | 2009年05月01日                  | ラジャ・ゴズネル                              |
| 231 | モーニング・ライト                                           | Morning Light                                                  | 2008年10月17日              | 2009年06月13日                  | マーク・モンロー                              |
| 232 | ハイスクール・ミュージカル/ザ・ムービー                      | High School Musical 3： Senior Year                            | 2008年10月24日              | 2009年02月07日                  | ケニー・オルテガ                              |
| 233 | ベッドタイム・ストーリー                                     | Bedtime Stories                                                | 2008年12月25日              | 2009年03月20日                  | アダム・シャンクマン                          |
| 234 | ジョナス・ブラザーズ ザ・コンサート 3D                       | Jonas Brothers: The 3D Concert Experience                      | 2009年02月27日              | 2009年05月30日                  | ブルース・ヘンドリックス                      |
| 235 | ウィッチマウンテン/地図から消された山                        | Race to Witch Mountain                                         | 2009年03月13日              | 2009年07月04日                  | アンディ・フィックマン                        |
| 236 | ハンナ・モンタナ/ザ・ムービー                                | Hannah Montana The Movie                                       | 2009年04月10日              | 2010年02月13日                  | ピーター・チェルソム                          |
| 237 | スパイアニマル・Gフォース                                    | G-Force                                                        | 2009年07月24日              | 2010年03月20日                  | ホイト・イェットマン                          |
| 238 |                                                              | Walt & El Grupo                                                | 2009年09月09日              | 未公開                          | セオドア・トーマス                            |
| 239 |                                                              | The Book of Masters                                            | 2009年10月29日              | 未公開                          | ヴァディム・ソコロフスキー                    |
| 240 | オールド・ドッグ                                             | Old Dogs                                                       | 2009年11月25日              | 2010年09月03日                  | ウォルト・ベッカー                            |
| 241 | アリス・イン・ワンダーランド                                 | Alice in Wonderland                                            | 2010年03月05日              | 2010年04月17日                  | ティム・バートン                              |
| 242 | プリンス・オブ・ペルシャ/時間の砂                            | Prince of Persia: The Sands of Time                            | 2010年05月28日              | 2010年05月28日                  | マイク・ニューウェル                          |
| 243 | 魔法使いの弟子                                               | The Sorcerer's Apprentice                                      | 2010年07月16日              | 2010年08月13日                  | ジョン・タートルトーブ                        |
| 244 | セクレタリアト/奇跡のサラブレッド                            | Secretariat                                                    | 2010年10月08日              | 2012年06月20日                  | ランダル・ウォレス                            |
| 245 | トロン: レガシー                                             | Tron: Legacy                                                   | 2010年12月17日              | 2010年12月17日                  | ジョセフ・コシンスキー                        |
| 246 |                                                              | Prom                                                           | 2011年04月29日              | 未公開                          |                                               |
| 247 | パイレーツ・オブ・カリビアン/生命の泉                        | Pirates of the Caribbean: On Stranger Tides                    | 2011年05月20日              | 2011年05月20日                  | ロブ・マーシャル                              |
| 248 | ザ・マペッツ                                                 | The Muppets                                                    | 2011年11月23日              | 2012年05月19日                  | ジェームズ・ボビン                            |
| 249 | ジョン・カーター                                             | John Carter                                                    | 2012年03月09日              | 2012年04月13日                  | アンドリュー・スタントン                      |
| 250 | ティモシーの小さな奇跡                                       | The Odd Life of Timothy Green                                  | 2012年08月15日              | 2013年05月22日                  | ピーター・ヘッジズ                            |
| 251 | オズ はじまりの戦い                                          | Oz: the Great and Powerful                                     | 2013年03月08日              | 2013年03月08日                  | サム・ライミ                                  |
| 252 | ローン・レンジャー                                           | The Lone Ranger                                                | 2013年07月03日              | 2013年08月02日                  | ゴア・ヴァービンスキー                        |
| 253 | ウォルト・ディズニーの約束                                   | Saving Mr. Banks                                               | 2013年12月13日              | 2014年03月21日                  | ジョン・リー・ハンコック                      |
| 254 | ザ・マペッツ2/ワールド・ツアー                               | Muppets Most Wanted                                            | 2014年03月21日              | 2014年09月06日                  | ジェームズ・ボビン                            |
| 255 | ミリオンダラー・アーム                                       | Million Dollar Arm                                             | 2014年05月16日              | 2014年10月04日                  | クレイグ・ギレスピー                          |
| 256 | マレフィセント                                               | Maleficent                                                     | 2014年05月30日              | 2014年07月05日                  | ロバート・ストロンバーグ                      |
| 257 | アレクサンダーの、ヒドクて、ヒサンで、サイテー、サイアクな日 | Alexander and the Terrible, Horrible, No Good, Very Bad Day    | 2014年10月10日              | 2015年07月02日                  | ミゲル・アルテタ                              |
| 258 | イントゥ・ザ・ウッズ                                         | Into The Woods                                                 | 2014年12月25日              | 2015年03月14日                  | ロブ・マーシャル                              |
| 259 | マクファーランド 栄光への疾走                                | McFarland, USA                                                 | 2015年02月20日              | 2018年05月23日                  | ニキ・カーロ                                  |
| 260 | シンデレラ                                                   | Cinderella                                                     | 2015年03月06日              | 2015年04月25日                  | ケネス・ブラナー                              |
| 261 | トゥモローランド                                             | Tomorrowland                                                   | 2015年05月22日              | 2015年06月06日                  | ブラッド・バード                              |
| 262 | ザ・ブリザード                                               | The Finest Hours                                               | 2016年01月29日              | 2016年02月27日                  | クレイグ・ギレスピー                          |
| 263 | ジャングル・ブック                                           | The Jungle Book                                                | 2016年04月15日              | 2016年08月11日                  | ジョン・ファヴロー                            |
| 264 | アリス・イン・ワンダーランド/時間の旅                        | Alice Through the Looking Glass                                | 2016年05月27日              | 2016年07月01日                  | ジェームズ・ボビン                            |
| 265 | BFG: ビッグ・フレンドリー・ジャイアント                      | The BFG                                                        | 2016年07月01日              | 2016年09月17日                  | スティーブン・スピルバーグ                    |
| 266 | ピートと秘密の友達                                           | Pete's Dragon                                                  | 2016年08月19日              | 2016年12月23日                  | デヴィット・ロウリー                          |
| 267 | 奇跡のチェックメイト クイーン・オブ・カトウェ                | Queen of Katwe                                                 | 2016年09月16日              | 2018年05月23日                  | ミーラー・ナーイル                            |
| 268 | 美女と野獣                                                   | Beauty and the Beast                                           | 2017年03月17日              | 2017年04月21日                  | ビル・コンドン                                |
| 269 | パイレーツ・オブ・カリビアン/最後の海賊                      | Pirates of caribbean: Dead men tell no tales                   | 2017年05月26日              | 2017年07月01日                  | ヨアヒム・ローニング                          |
| 270 | リンクル・イン・タイム                                       | A Wrinkle in Time                                              | 2018年03月09日              | 2019年04月03日                  | エイヴァ・デュヴァーネイ                      |
| 271 | プーと大人になった僕                                         | Christopher Robin                                              | 2018年08月03日              | 2018年09月14日                  | マーク・フォースター                          |
| 272 | くるみ割り人形と秘密の王国                                   | The Nutcracker and the Four Realms                             | 2018年11月02日              | 2018年11月30日                  | ラッセ・ハルストレム ジョー・ジョンストン     |
| 273 | ダンボ                                                       | Dumbo                                                          | 2019年03月29日              | 2019年03月29日                  | ティム・バートン                              |
| 274 | アラジン                                                     | Aladdin                                                        | 2019年05月24日              | 2019年06月07日                  | ガイ・リッチー                                |
| 275 | ライオン・キング                                             | The Lion King                                                  | 2019年07月19日              | 2019年08月09日                  | ジョン・ファヴロー                            |
| 276 | マレフィセント2                                              | Maleficent Mistress of Evil                                    | 2019年10月18日              | 2019年10月18日                  | ヨアヒム・ローニング                          |
| 277 | わんわん物語                                                 | Lady and the Tramp                                             | 2019年11月12日              | 2020年06月11日                  | チャーリー・ビーン                            |
| 278 | ノエル                                                       | Noelle                                                         | 2019年11月12日              | 2020年12月11日                  | マーク・ローレンス                            |
| 279 | トーゴー                                                     | Togo                                                           | 2019年12月20日              | 2020年06月11日                  | エリクソン・コア                              |
| 280 | 名探偵ティミー                                               | Timmy Failure: Mistakes Were Made                              | 2020年02月07日              | 2020年06月11日                  | トム・マッカーシー                            |
| 281 | スターガール                                                 | Stargirl                                                       | 2020年03月13日              | 2020年06月11日                  | ジュリア・ハート                              |
| 282 | アルテミスと妖精の身代金                                     | Artemis Fowl                                                   | 2020年06月12日              | 2020年08月14日                  | ケネス・ブラナー                              |
| 283 | マジックに魅せられて                                         | Magic Camp                                                     | 2020年08月14日              | 2020年08月21日                  | マーク・ウォーターズ                          |
| 284 | ムーラン                                                     | Mulan                                                          | 2020年09月04日              | 2020年09月04日                  | ニキ・カーロ                                  |
| 285 | クルエラ                                                     | Cruella                                                        | 2021年05月28日              | 2021年05月27日                  | クレイグ・ギレスピー                          |
| 286 | ジャングル・クルーズ                                         | Jungle Cruise                                                  | 2021年07月30日              | 2021年07月29日                  | ジャウム・コレット=セラ                       |
| 287 | ピノキオ                                                     | Pinocchio                                                      | 2022年09月08日              | 2022年09月08日                  | ロバート・ゼメキス                            |
| 288 | ピーター・パン&ウェンディ                                    | Peter Pan & Wendy                                              | 2023年04月28日              | 2023年04月28日                  | デヴィッド・ロウリー                          |
| 289 | リトル・マーメイド                                           | The Little Mermaid                                             | 2023年5月26日               | 2023年6月9日                    | ロブ・マーシャル                              |
| 290 | インディ・ジョーンズと運命のダイヤル                         | Indiana Jones and the Dial of Destiny                          | 2023年6月30日               | 2023年6月30日                   | ジェームズ・マンゴールド                      |
| 291 | ホーンテッド・マンション                                     | Haunted Mansion                                                | 2023年7月28日               | 2023年9月1日                    | ジャスティン・シミエン                        |
| 292 | ライオン・キング:ムファサ                                    | Mufasa: The Lion King                                          | 2024年12月20日              | 2024年12月20日                  | バリー・ジェンキンス                          |
| 293 | 白雪姫                                                       | Snow White                                                     | 2025年3月21日               | 2025年3月20日                   | マーク・ウェブ                                |
| 294 | リロ&スティッチ                                              | Lilo & Stitch                                                  | 2025年5月23日               | 2025年6月6日                    | ディーン・フライシャー・キャンプ              |
| 295 | トロン:アレス                                                | Tron: Ares                                                     | 2025年10月10日              | 2025年10月10日                  | ヨアヒム・ローニング                          |
| 296 | モアナと伝説の海（仮題）                                     | Moana                                                          | 2026年7月10日               |                                 | トーマス・カイル                              |
| 297 | タイトル未定                                                 | Untitled                                                       | 2026年8月07日               |                                 |                                               |
| 298 | タイトル未定                                                 | Untitled                                                       | 2026年9月11日               |                                 |                                               |
| 299 | タイトル未定                                                 | Untitled                                                       | 2027年2月12日               |                                 |                                               |
| 300 | タイトル未定                                                 | Untitled                                                       | 2027年3月05日               |                                 |                                               |
| 301 | タイトル未定                                                 | Untitled                                                       | 2027年4月2日                |                                 |                                               |
| 302 | タイトル未定                                                 | Untitled                                                       | 2027年5月28日               |                                 |                                               |
| 303 | タイトル未定                                                 | Untitled                                                       | 2027年8月6日                |                                 |                                               |
| 304 | タイトル未定                                                 | Untitled                                                       | 2027年9月17日               |                                 |                                               |
| 305 | タイトル未定                                                 | Untitled                                                       | 2027年10月8日               |                                 |                                               |
| TBA | アラジン2（原題）                                            | Aladdin 2                                                      |                             |                                 |                                               |
| TBA | バンビ（原題）                                               | Bambi                                                          |                             |                                 |                                               |
| TBA | マレフィセント3（原題）                                      | Maleficent 3                                                   |                             |                                 |                                               |
| TBA | ナショナル・トレジャー3（原題）                              | National Treasure 3                                            |                             |                                 |                                               |
| TBA | パイレーツ・オブ・カリビアン6（原題）                        | Pirates of the Caribbean 6                                     |                             |                                 |                                               |
| TBA | ノートルダムの鐘（仮題）                                     | The Hunchback of Notre Dame                                    |                             |                                 |                                               |
| TBA | タワー・オブ・テラー（原題）                                 | Tower of Terror                                                |                             |                                 |                                               |
| TBA | スペース・マウンテン (原題)                                  | Space Mountain                                                 |                             |                                 |                                               |
| TBA | ビッグサンダー・マウンテン (原題)                            | Big Thunder Mountain                                           |                             |                                 |                                               |
| TBA | クラブ33（原題）                                             | Club 33                                                        |                             |                                 |                                               |
| TBA | プリンス・チャーミング（原題）                               | Prince Charming                                                |                             |                                 |                                               |
| TBA | 塔の上のラプンツェル（仮題）                                 | Tangled                                                        |                             |                                 |                                               |
| TBA | リロ&スティッチ2（仮題）                                     | Lilo & Stitch 2                                                |                             |                                 |                                               |

## ウォルト・ディズニー・アニメーション・スタジオ長編作品
ウォルト・ディズニー・アニメーション・スタジオによって製作された長編アニメーション映画作品。
広告の目的のために、 ウォルト・ディズニー・カンパニーは、 1980年代後半から長篇アニメーション作品に番号を付与するようになった。これを近年ではディズニークラシックスと日本独自に呼ぶことがあった。本来ディズニークラシックスのカテゴリは1983年4月18日にディズニー・チャンネルの立ち上げの際話し合われたもので、白雪姫など初期の15作品から選ばれたものを指していた。やがてホームビデオ作品として販売される「レーベル名」となった（このレーベル名を日本では1998年10月まで「名作ビデオコレクション」と称した）。「ディズニークラシックス」はこうして販売促進で混同され、新しく公開される作品や、あたかもディズニー長編アニメーション全体を指すように使用される事もあったが、公式においてウォルト・ディズニークラシックスはホームビデオ作品の「レーベル名」として認知されている。これらのうち、2007年9月の時点で『ピーターパン』までは日本における著作権の保護期間が終了したと考えられることから、現在パブリックドメインDVDが発売中（パッケージには「パブリックドメイン」の標記が入る）。下記の公開日はアメリカでの公開日。
| #   | 邦題                                         | 原題                                   | 米公開日       | 日本公開日/放送日/発売日/配信日 | 監督                                                                                |
| --- | -------------------------------------------- | -------------------------------------- | -------------- | ------------------------------- | ----------------------------------------------------------------------------------- |
| 1   | 白雪姫                                       | Snow White And The Seven Dwarfs        | 1937年12月21日 | 1950年09月26日                  | デイヴィッド・ハンド                                                                |
| 2   | ピノキオ                                     | Pinocchio                              | 1940年02月07日 | 1952年05月17日                  | ベン・シャープスティーン ハミルトン・ラスク                                         |
| 3   | ファンタジア                                 | Fantasia                               | 1940年11月13日 | 1955年09月23日                  | ベン・シャープスティーン                                                            |
| 4   | ダンボ                                       | Dumbo                                  | 1941年10月23日 | 1954年03月12日                  | ベン・シャープスティーン                                                            |
| 5   | バンビ                                       | Bambi                                  | 1942年08月13日 | 1951年05月18日                  | ディヴィッド・ハンド                                                                |
| 6   | ラテン・アメリカの旅                         | Saludos Amigos                         | 1942年08月24日 | 1957年03月20日                  | ノーム・ファーガソン                                                                |
| 7   | 三人の騎士                                   | The Three Caballeros                   | 1944年12月21日 | 1959年03月10日                  | ノーム・ファーガソン                                                                |
| 8   | メイク・マイン・ミュージック                 | Make Mine Music                        | 1946年04月20日 | 1985年10月21日                  | ジョー・グラント                                                                    |
| 9   | ファン・アンド・ファンシー・フリー           | Fun and Fancy Free                     | 1947年09月27日 | 1954年08月09日                  | ジャック・キニー                                                                    |
| 10  | メロディ・タイム                             | Melody Time                            | 1948年05月27日 | 1987年01月25日                  | ベン・シャープスティーン                                                            |
| 11  | イカボードとトード氏                         | The Adventures of Ichabod and Mr. Toad | 1949年10月05日 | 2004年05月01日                  | ベン・シャープスティーン                                                            |
| 12  | シンデレラ                                   | Cinderella                             | 1950年02月15日 | 1952年03月07日                  | ハミルトン・ラスク クライド・ジェロニミ ウィルフレッド・ジャクソン                  |
| 13  | ふしぎの国のアリス                           | Alice in Wonderland                    | 1951年07月16日 | 1953年08月19日                  | ハミルトン・ラスク クライド・ジェロニミ ウィルフレッド・ジャクソン                  |
| 14  | ピーター・パン                               | Peter Pan                              | 1953年02月05日 | 1955年03月22日                  | ハミルトン・ラスク クライド・ジェロニミ ウィルフレッド・ジャクソン                  |
| 15  | わんわん物語                                 | Lady and the Tramp                     | 1955年06月16日 | 1956年08月08日                  | ハミルトン・ラスク クライド・ジェロニミ ウィルフレッド・ジャクソン                  |
| 16  | 眠れる森の美女                               | Sleeping Beauty                        | 1959年01月29日 | 1960年07月23日                  | クライド・ジェロニミ                                                                |
| 17  | 101匹わんちゃん                              | One Hundred and One Dalmatians         | 1961年01月25日 | 1962年07月27日                  | ウルフガング・ライザーマン ハミルトン・S・ラスク クライド・ジェロニミ               |
| 18  | 王様の剣                                     | The Sword in the Stone                 | 1963年12月25日 | 1964年07月18日                  | ウルフガング・ライザーマン                                                          |
| 19  | ジャングル・ブック                           | The Jungle Book                        | 1967年10月18日 | 1968年08月06日                  | ウルフガング・ライザーマン                                                          |
| 20  | おしゃれキャット                             | The Aristocats                         | 1970年12月11日 | 1972年03月11日                  | ウルフガング・ライザーマン                                                          |
| 21  | ロビン・フッド                               | Robin Hood                             | 1973年11月08日 | 1975年07月19日                  | ウルフガング・ライザーマン                                                          |
| 22  | くまのプーさん 完全保存版                    | The Many Adventures of Winnie the Pooh | 1977年03月11日 | 1977年07月02日                  | ウルフガング・ライザーマン ジョン・ラウンズベリー                                   |
| 23  | ビアンカの大冒険                             | The Rescuers                           | 1977年06月22日 | 1981年12月19日                  | ウルフガング・ライザーマン ジョン・ラウンズベリー アート・スティーブンス            |
| 24  | きつねと猟犬                                 | The Fox and the Hound                  | 1981年07月10日 | 1983年03月12日                  | テッド・バーマン リチャード・リッチ                                                 |
| 25  | コルドロン                                   | The Black Cauldron                     | 1985年07月24日 | 1986年07月19日                  | テッド・バーマン リチャード・リッチ                                                 |
| 26  | オリビアちゃんの大冒険                       | The Great Mouse Detective              | 1986年07月02日 | 1989年07月22日                  | デイヴィッド・ミッチェナー バーニー・マティンソン ジョン・マスカー ロン・クレメンツ |
| 27  | オリバー ニューヨーク子猫ものがたり          | Oliver & Company                       | 1988年11月18日 | 1990年07月21日                  | ジョージ・スクリブナー                                                              |
| 28  | リトル・マーメイド                           | The Little Mermaid                     | 1989年11月17日 | 1991年07月20日                  | ジョン・マスカー ロン・クレメンツ                                                   |
| 29  | ビアンカの大冒険 ゴールデン・イーグルを救え! | The Rescuers Down Under                | 1990年11月16日 | 1996年04月19日                  | ヘンデル・ブトイ マイク・ガブリエル                                                 |
| 30  | 美女と野獣                                   | Beauty and the Beast                   | 1991年11月22日 | 1992年09月23日                  | ゲイリー・トゥルースデイル カーク・ワイズ                                           |
| 31  | アラジン                                     | Aladdin                                | 1992年11月25日 | 1993年08月07日                  | ジョン・マスカー ロン・クレメンツ                                                   |
| 32  | ライオン・キング                             | The Lion King                          | 1994年06月24日 | 1994年07月23日                  | ロジャー・アレーズ ロブ・ミンコフ                                                   |
| 33  | ポカホンタス                                 | Pocahontas                             | 1995年06月23日 | 1995年07月22日                  | マイク・ガブリエル エリック・ゴールドバーグ                                         |
| 34  | ノートルダムの鐘                             | The Hunchback of Notre Dame            | 1996年06月21日 | 1996年08月24日                  | ゲイリー・トゥルースデイル カーク・ワイズ                                           |
| 35  | ヘラクレス                                   | Hercules                               | 1997年06月27日 | 1997年07月26日                  | ジョン・マスカー ロン・クレメンツ                                                   |
| 36  | ムーラン                                     | Mulan                                  | 1998年06月19日 | 1998年09月26日                  | トニー・バンクロフト バリー・クック                                                 |
| 37  | ターザン                                     | Tarzan                                 | 1999年06月18日 | 1999年12月18日                  | クリス・バック ケヴィン・リマ                                                       |
| 38  | ファンタジア2000                             | Fantasia 2000                          | 2000年01月01日 | 2000年01月01日                  | ドン・ハーン                                                                        |
| 39  | ダイナソー                                   | Dinosaur                               | 2000年05月19日 | 2000年12月09日                  | ラルフ・ゾンダッグ エリック・レイトン                                               |
| 40  | ラマになった王様                             | The Emperor's New Groove               | 2000年12月15日 | 2001年07月14日                  | マーク・ディンダル                                                                  |
| 41  | アトランティス 失われた帝国                  | Atlantis: The Lost Empire              | 2001年06月08日 | 2001年12月08日                  | ゲイリー・トゥルースデイル カーク・ワイズ                                           |
| 42  | リロ・アンド・スティッチ                     | Lilo & Stitch                          | 2002年06月21日 | 2003年03月08日                  | クリス・サンダース ディーン・デュボア                                               |
| 43  | トレジャー・プラネット                       | Treasure Planet                        | 2002年11月27日 | 2003年07月12日                  | ジョン・マスカー ロン・クレメンツ                                                   |
| 44  | ブラザー・ベア                               | Brother Bear                           | 2003年11月7日  | 2004年03月13日                  | ボブ・ウォーカーアー ロン・ブレイス                                                 |
| 45  | ホーム・オン・ザ・レンジ にぎやか農場を救え! | Home on the Range                      | 2004年04月2日  | 2005年02月18日                  | ウィル・フィン ジョン・サンフォード                                                 |
| 46  | チキン・リトル                               | Chicken Little                         | 2005年11月4日  | 2005年12月23日                  | マーク・ディンダル                                                                  |
| 47  | ルイスと未来泥棒                             | Meet the Robinsons                     | 2007年03月30日 | 2007年12月22日                  | スティーブン・アンダーソン                                                          |
| 48  | ボルト                                       | Bolt                                   | 2008年11月21日 | 2009年08月01日                  | バイロン・ハワード クリス・ウィリアムズ                                             |
| 49  | プリンセスと魔法のキス                       | The Princess and the Frog              | 2009年12月11日 | 2010年03月06日                  | ジョン・マスカー ロン・クレメンツ                                                   |
| 50  | 塔の上のラプンツェル                         | Tangled                                | 2010年11月24日 | 2011年03月12日                  | ネイサン・グレノ バイロン・ハワード                                                 |
| 51  | くまのプーさん                               | Winnie the Pooh                        | 2011年07月15日 | 2011年09月03日                  | スティーブン・アンダーソン ドン・ホール                                             |
| 52  | シュガー・ラッシュ                           | Wreck-It Ralph                         | 2012年11月02日 | 2013年03月23日                  | リッチ・ムーア                                                                      |
| 53  | アナと雪の女王                               | Frozen                                 | 2013年11月27日 | 2014年03月14日                  | クリス・バック ジェニファー・リー                                                   |
| 54  | ベイマックス                                 | Big Hero 6                             | 2014年11月07日 | 2014年12月20日                  | クリス・ウィリアムズ ドン・ホール                                                   |
| 55  | ズートピア                                   | Zootopia                               | 2016年03月04日 | 2016年04月23日                  | リッチ・ムーア バイロン・ハワード                                                   |
| 56  | モアナと伝説の海                             | Moana                                  | 2016年11月23日 | 2017年03月10日                  | ジョン・マスカー ロン・クレメンツ                                                   |
| 57  | シュガー・ラッシュ:オンライン                | Ralph Breaks the Internet              | 2018年11月21日 | 2018年12月21日                  | リッチ・ムーア フィル・ジョンストン                                                 |
| 58  | アナと雪の女王2                              | Frozen Ⅱ                               | 2019年11月22日 | 2019年11月22日                  | クリス・バック ジェニファー・リー                                                   |
| 59  | ラーヤと龍の王国                             | Raya and the Last Dragon               | 2021年03月05日 | 2021年03月05日                  | ドン・ホール カルロス・ロペス・エストラーダ                                         |
| 60  | ミラベルと魔法だらけの家                     | Encanto                                | 2021年11月24日 | 2021年11月26日                  | バイロン・ハワード ジャレド・ブッシュ                                               |
| 61  | ストレンジ・ワールド/もうひとつの世界        | Strange World                          | 2022年11月23日 | 2022年11月23日                  | ドン・ホール                                                                        |
| 62  | ウィッシュ                                   | Wish                                   | 2023年11月22日 | 2023年12月15日                  | クリス・バック ファウン・ヴィーラスンソーン                                         |
| 63  | モアナと伝説の海2                            | MoanaⅡ                                 | 2024年11月27日 | 2024年12月6日                   | デイブ・デリック・ジュニア                                                          |
| 64  | ズートピア2                                  | Zootopia 2                             | 2025年11月26日 | 2025年冬                        | ジャレド・ブッシュ                                                                  |
| 65  | タイトル未定                                 | Untitled                               | 2026年11月24日 |                                 |                                                                                     |
| 66  | アナと雪の女王3（仮題）                      | Frozen Ⅲ                               | 2027年11月24日 |                                 |                                                                                     |
| TBA | アナと雪の女王4（仮題）                      | Frozen Ⅳ                               |                |                                 |                                                                                     |

## 他社製作アニメーション映画作品
他社によって製作され、ディズニーから配給された長編アニメーション映画。
| #  | 邦題                                           | 原題                                   | 公開日/放送日/発売日 | 日本公開日/放送日/発売日 | 監督                               |
| -- | ---------------------------------------------- | -------------------------------------- | -------------------- | ------------------------ | ---------------------------------- |
| 1  | ブレイブ・リトル・トースター                   | The Brave Little Toaster               | 1987年07月10日       | 2000年01月21日           | ジェリー・リース                   |
| 2  | ナイトメアー・ビフォア・クリスマス             | The Nightmare Before Christmas         | 1993年10月29日       | 1994年10月22日           | ヘンリー・セリック                 |
| 3  | ジャイアント・ピーチ                           | James and the Giant Peach              | 1996年04月12日       | 1996年12月14日           | ヘンリー・セリック                 |
| 4  | ブレイブ・リトル・トースター レスキュー大作戦! | The Brave Little Toaster to the rescue | 1997年05月20日       | 2000年03月17日           | ロバート・C・ラミレズ              |
| 5  | ブレイブ・リトル・トースター 火星へ行こう!     | The Brave Little Toaster goes to mars  | 1998年05月19日       | 2000年05月19日           | ロバート・C・ラミレズ              |
| 6  |                                                | Doug's 1st Movie                       | 1999年03月19日       | 未公開                   | モーリス・ジョイス                 |
| 7  | リセス 〜ぼくらの夏休みを守れ!〜               | Recess: School's Out                   | 2001年02月16日       | 2006年04月21日           | チャック・シーツ                   |
| 8  |                                                | Teacher's Pet                          | 2004年01月16日       | 未公開                   | ステファン・スウォフォード         |
| 9  |                                                | Valiant                                | 2005年08月19日       | 未公開                   |                                    |
| 10 | ライアンを探せ!                                | The Wild                               | 2006年04月14日       | 2006年12月16日           | スティーブ・スパッツ・ウィリアムズ |
| 11 | Disney's クリスマス・キャロル                  | A Christmas Carol                      | 2009年11月06日       | 2009年11月14日           | ロバート・ゼメキス                 |
| 12 | 少年マイロの火星冒険記3D                       | Mars Needs Moms                        | 2011年03月11日       | 2011年04月23日           | サイモン・ウェルズ                 |
| 13 | フランケンウィニー                             | Frankenweenie                          | 2012年10月05日       | 2012年12月15日           | ティム・バートン                   |

## 実写＋アニメーション合成作品
実写主体でアニメーションが合成された劇場用長編映画作品。
| #  | 邦題                                            | 原題                         | 公開日/配信日  | 日本公開日/配信日 | 監督                       |
| -- | ----------------------------------------------- | ---------------------------- | -------------- | ----------------- | -------------------------- |
| 1  | リラクタント・ドラゴン                          | The Reluctant Dragon         | 1941年06月20日 | 1956年03月21日    | アルフレッド・ワーカー     |
| 2  | 空軍力の勝利                                    | Victory Through Air Power    | 1943年07月17日 | 2008年12月01日    | パース・ピアース           |
| 3  | 南部の唄                                        | Song of the South            | 1946年11月12日 | 1951年10月19日    | ハーブ・フォスター         |
| 4  | わが心にかくも愛しき（私の心よ）                | So Dear to My Heart          | 1948年11月29日 | 1951年09月02日    | ハミルトン・ラスク         |
| 5  | メリー・ポピンズ                                | Mary Poppins                 | 1964年08月27日 | 1965年12月18日    | ロバート・スティーブンソン |
| 6  | ベッドかざりとほうき                            | Bedknobs and Broomsticks     | 1971年11月11日 | 1973年03月10日    | ロバート・スティーブンソン |
| 7  | ピートとドラゴン                                | Pete's Dragon                | 1977年11月03日 | 1987年09月28日    | ドン・チャッフィー         |
| 8  | ロジャー・ラビット                              | Who Framed Roger Rabbit      | 1988年06月21日 | 1988年12月03日    | ロバート・ゼメキス         |
| 9  | リジー・マグワイア・ムービー                    | The Lizzie McGuire Movie     | 2003年05月02日 | 2004年02月07日    | ジム・フォール             |
| 10 | 魔法にかけられて                                | Enchanted                    | 2007年11月21日 | 2008年03月14日    | ケヴィン・リマ             |
| 11 | メリー・ポピンズ リターンズ                     | Mary Poppins Returns         | 2018年12月19日 | 2019年02月01日    | ロブ・マーシャル           |
| 12 | チップとデールの大作戦 レスキュー・レンジャーズ | Chip 'n Dale: Rescue Rangers | 2022年05月20日 | 2022年05月20日    | アキヴァ・シェイファー     |
| 13 | 魔法にかけられて2                               | Disenchanted                 | 2022年11月18日 | 2022年11月18日    | アダム・シャンクマン       |

## ディズニー/ピクサー作品
ウォルト・ディズニー・ピクチャーズとピクサー・アニメーション・スタジオの共同製作作品。
| #  | 邦題                         | 原題                 | 公開日/配信日  | 日本公開日/配信日    | 監督                                          |
| -- | ---------------------------- | -------------------- | -------------- | -------------------- | --------------------------------------------- |
| 1  | トイ・ストーリー             | Toy Story            | 1995年11月22日 | 1996年03月23日       | ジョン・ラセター                              |
| 2  | バグズ・ライフ               | A Bug's Life         | 1998年11月25日 | 1999年03月13日       | ジョン・ラセター                              |
| 3  | トイ・ストーリー2            | Toy Story 2          | 1999年11月24日 | 2000年03月11日       | ジョン・ラセター                              |
| 4  | モンスターズ・インク         | Monsters, Inc.       | 2001年11月02日 | 2002年03月02日       | ピート・ドクター                              |
| 5  | ファインディング・ニモ       | Finding Nemo         | 2003年05月30日 | 2003年12月06日       | アンドリュー・スタントン                      |
| 6  | Mr.インクレディブル          | The Incredibles      | 2004年11月05日 | 2004年12月04日       | ブラッド・バード                              |
| 7  | カーズ                       | Cars                 | 2006年06月09日 | 2006年07月01日       | ジョン・ラセター                              |
| 8  | レミーのおいしいレストラン   | Ratatouille          | 2007年06月29日 | 2007年07月28日       | ブラッド・バード                              |
| 9  | ウォーリー                   | WALL-E               | 2008年06月27日 | 2008年12月05日       | アンドリュー・スタントン                      |
| 10 | カールじいさんの空飛ぶ家     | Up                   | 2009年05月29日 | 2009年12月05日       | ピート・ドクター                              |
| 11 | トイ・ストーリー3            | Toy Story 3          | 2010年06月18日 | 2010年07月10日       | リー・アンクリッチ                            |
| 12 | カーズ2                      | Cars 2               | 2011年06月24日 | 2011年07月30日       | ジョン・ラセター                              |
| 13 | メリダとおそろしの森         | Brave                | 2012年06月22日 | 2012年07月21日       | マーク・アンドリュース ブレンダ・チャップマン |
| 14 | モンスターズ・ユニバーシティ | Monsters, University | 2013年06月21日 | 2013年07月06日       | ダン・スキャンロン                            |
| 15 | インサイド・ヘッド           | Inside Out           | 2015年06月19日 | 2015年07月18日       | ピート・ドクター                              |
| 16 | アーロと少年                 | The Good Dinosaur    | 2015年11月25日 | 2016年03月12日       | ボブ・ピーターソン                            |
| 17 | ファインディング・ドリー     | Finding Dory         | 2016年06月17日 | 2016年07月16日       | アンドリュー・スタントン                      |
| 18 | カーズ/クロスロード          | Cars 3               | 2017年06月16日 | 2017年06月16日       | ブライアン・フィー                            |
| 19 | リメンバー・ミー             | Coco                 | 2017年11月22日 | 2018年03月16日       | リー・アンクリッチ                            |
| 20 | インクレディブル・ファミリー | Incredibles 2        | 2018年06月15日 | 2018年08月01日       | ブラッド・バード                              |
| 21 | トイ・ストーリー4            | Toy Story 4          | 2019年06月21日 | 2019年07月12日       | ジョシュ・クーリー                            |
| 22 | 2分の1の魔法                 | Onward               | 2020年03月06日 | 2020年08月21日       | ダン・スキャンロン                            |
| 23 | ソウルフル・ワールド         | Soul                 | 2020年12月25日 | 2020年12月25日       | ピート・ドクター                              |
| 24 | あの夏のルカ                 | Luca                 | 2021年06月18日 | 2021年06月18日       | エンリコ・カサローザ                          |
| 25 | 私ときどきレッサーパンダ     | Turning RED          | 2022年03月11日 | 2022年03月11日       | ドミー・シー                                  |
| 26 | バズ・ライトイヤー           | Lightyear            | 2022年06月17日 | 2022年07月01日       | アンガス・マクレーン                          |
| 27 | マイ・エレメント             | Elemental            | 2023年06月16日 | 2023年08月04日       | ピーター・ソーン                              |
| 28 | インサイド・ヘッド2          | Inside Out 2         | 2024年06月14日 | 2024年08月01日       | ケルシー・マン                                |
| 29 | 星つなぎのエリオ             | Elio                 | 2025年06月13日 | 2025年08月01日       | ドミー・シー マデリーン・シャラフィアン       |
| 30 | 私がビーバーになる時         | Hoppers              | 2026年03月06日 | 2026年春             | ダニエル・チョン                              |
| 31 | トイ・ストーリー5（原題）    | Toy Story 5          | 2026年06月19日 |                      | アンドリュー・スタントン                      |
| 32 | ガットー（原題）             | Gatto                | 2027年6月18日  | エンリコ・カサローザ |                                               |
| 33 | インクレディブル3（原題）    | Incredibles 3        | 2028年         | ブラッド・バード     |                                               |
| 34 | リメンバー・ミー2（原題）    | Coco 2               | 2029年         | リー・アンクリッチ   |                                               |

## ディズニートゥーン・スタジオ作品
ディズニートゥーン・スタジオによって製作された劇場公開用映画作品。
この会社は、『アラジン ジャファーの逆襲』等のビデオ用作品も製作している。
| #  | 邦題                                                | 原題                                           | 公開日/放送日/発売日 | 日本公開日/放送日/発売日 | 監督                         |
| -- | --------------------------------------------------- | ---------------------------------------------- | -------------------- | ------------------------ | ---------------------------- |
| 1  | ダックテイル・ザ・ムービー/失われた魔法のランプ     | DuckTales the Movie: Treasure of the Lost Lamp | 1990年08月03日       | 2004年09月18日           | ボブ・ハスコック             |
| 2  | グーフィー・ムービー ホリデーは最高!!               | A Goofy Movie                                  | 1995年04月07日       | 1995年12月16日           | ケヴィン・リマ               |
| 3  | ティガー・ムービー プーさんの贈りもの               | The Tigger Movie                               | 2000年02月11日       | 2000年07月15日           | ジュン・ファルケンシュタイン |
| 4  | ピーター・パン2 ネバーランドの秘密                  | Return to Never Land                           | 2002年02月15日       | 2002年12月21日           | ロビン・バッド               |
| 5  | ジャングル・ブック2                                 | The Jungle Book 2                              | 2003年02月14日       | 2005年12月21日           | スティーブ・トレンバース     |
| 6  | くまのプーさん 完全保存版II ピグレット・ムービー    | Piglet's Big Movie                             | 2003年03月21日       | 2004年08月06日           | フランシス・グレバス         |
| 7  | くまのプーさん ザ・ムービー/はじめまして、ランピー! | Pooh's Heffalump Movie                         | 2005年02月11日       | 2005年09月21日           | フランク・ニッセン           |
| 8  | バンビ2 森のプリンス                                | Bambi II                                       | 2006年02月07日       | 2006年06月16日           | ブライアン・ピメンタル       |
| 9  | ティンカー・ベル                                    | Tinker Bell                                    | 2008年10月28日       | 2008年12月23日           | ブラッドリー・レイモンド     |
| 10 | ティンカー・ベルと月の石                            | Tinker Bell and the Lost Treasure              | 2009年10月27日       | 2009年12月23日           | クレイ・ホール               |
| 11 | ティンカー・ベルと妖精の家                          | Tinker Bell and the Great Fairy Rescue         | 2010年09月21日       | 2011年08月03日           | ブラッドリー・レイモンド     |
| 12 | ピクシー・ホロウ・ゲームズ 妖精たちの祭典           | Pixie Hollow Games                             | 2011年11月09日       | 2012年05月18日           | ブラッドリー・レイモンド     |
| 13 | ティンカー・ベルと輝く羽の秘密                      | Secret of the Wings                            | 2012年10月23日       | 2013年01月23日           | ペギー・ホームズ             |
| 14 | プレーンズ                                          | Planes                                         | 2013年08月09日       | 2013年12月21日           | クレイ・ホール               |
| 15 | ティンカー・ベルとネバーランドの海賊船              | The Pirate Fairy                               | 2014年04月01日       | 2014年05月21日           | ペギー・ホームズ             |
| 16 | プレーンズ2/ファイアー＆レスキュー                  | Planes: Fire & Rescue                          | 2014年07月18日       | 2014年07月19日           | ボブス・ガンナウェイ         |
| 17 | ティンカー・ベルと流れ星の伝説                      | Tinker Bell and the Legend of the NeverBeast   | 2015年03月03日       | 2015年05月20日           | スティーヴ・ローター         |

## ビデオ・シークエンス
ウォルト・ディズニー・アニメーション・スタジオ長編作品やテレビ・シリーズから派生した作品をビデオ販売を想定したオリジナルアニメーション作品（日本でいうOVA）。
2007年6月22日、ウォルト・ディズニー・アニメーション・スタジオのチーフ・クリエイティブ・オフィサーに就任したジョン・ラセターが、「ピーター・パン」のスピンオフ作品である「ティンカー・ベル」のクオリティの低さを問題視し、それを境に今までの続編商法の作品からOVAの全作品の制作中止を明らかにした。この結果、企画中であった「ふしぎの国のアリス2」「おしゃれキャット2」「チキン・リトル2」「ルイスと未来泥棒2」「ピーター・パン3（Peter Pan III: Back to Neverland）」のプロジェクトを全て中止させた。
| #  | 邦題                                                            | 原題                                                        | 発売日         | 監督                           |
| -- | --------------------------------------------------------------- | ----------------------------------------------------------- | -------------- | ------------------------------ |
| 1  | カートゥーン・オールスターズ・トゥ・ザ・レスキュー              | Cartoon All-Stars to the Rescue                             | 1990年04月21日 | ドナルド・マクドナルド・ハウス |
| 2  | アラジン ジャファーの逆襲                                       | The Return of Jafar                                         | 1994年05月20日 | タッド・ストーンズ             |
| 3  | ガーゴイルズ ザ・ムービー                                       | Gargoyles the Movie: The Heroes Awaken                      | 1995年01月31日 | サブロウ・ハシモト             |
| 4  | アラジン完結編 盗賊王の伝説                                     | Aladdin and the King of Thieves                             | 1996年08月13日 | タッド・ストーンズ             |
| 5  | ティモンとプンバァ 地球まるかじりの旅                           | Around The World with Timon and Pumbaa                      | 1996年09月12日 |                                |
| 6  | くまのプーさん ハロウィンは大騒ぎ!                              | Boo to You Too! Winnie the Pooh                             | 1996年10月25日 |                                |
| 7  | マイティ・ダックス・ザ・ムービー:ザ・ファースト・フェイス・オフ | Mighty Ducks the Movie: The First Face-Off                  | 1997年04月08日 | ジョー・バルソ                 |
| 8  | くまのプーさん クリストファー・ロビンを探せ!                    | Pooh's Grand Adventure: The Search for Christopher Robin    | 1997年08月05日 | カール・ゲールズ               |
| 9  | 続ティモンとプンバァ 虫を探して三千里                           | Dining Out with Timon and Pumbaa                            | 1997年08月15日 |                                |
| 10 | またまたティモンとプンバァ 世界行ったり来たり                   | On Holiday with Timon and Pumbaa                            | 1997年08月15日 |                                |
| 11 | 美女と野獣 ベルの素敵なプレゼント                               | Beauty and the Beast: The Enchanted Christmas               | 1997年11月11日 | アンディ・ナイト               |
| 12 | 美女と野獣 ベルのファンタジーワールド                           | Beauty and the Beast: Belle's Magical World                 | 1998年02月17日 | ボブ・クライン                 |
| 13 | ポカホンタスII/イングランドへの旅立ち                           | Pocahontas II: Journey to a New World                       | 1998年08月04日 | ブラッドリー・レイモンド       |
| 14 | ライオン・キング2 シンバズ・プライド                            | The Lion King II: Simba's Pride                             | 1998年08月27日 | ダレル・ルーニー               |
| 15 | ヘラクレス:ゼロ・トゥ・ヒーロー                                 | Hercules: Zero to Hero                                      | 1998年08月31日 | ボブ・クライン                 |
| 16 | 101匹わんちゃんゴキゲンバージョン Go Go! ダルメシアン!!         | Dalmatian Vacation                                          | 1998年09月18日 |                                |
| 17 | くまのプーさん みんなの感謝祭                                   | A Winnie the Pooh Thanksgiving                              | 1998年11月22日 | ジュン・ファルケンシュタイン   |
| 18 | くまのプーさん いつまでも友達                                   | Winnie the Pooh: A Valentine for You                        | 1999年02月14日 | キース・インガム               |
| 19 | 美女と野獣 ベルの友情物語                                       | Belle's Tales of Friendship                                 | 1999年08月17日 | デイビッド·W·キング            |
| 20 | くまのプーさん/冬の贈りもの                                     | Winnie the Pooh: Seasons of Giving                          | 1999年11月08日 | ハリー・アレンズ               |
| 21 | ミッキーのクリスマスの贈りもの                                  | Mickey's Once Upon a Christmas                              | 1999年12月07日 | アレックス・マン               |
| 22 | 史上最強のグーフィー・ムービー Xゲームで大パニック!             | An Extremely Goofy Movie                                    | 2000年02月29日 | イアン・ハロウェル             |
| 23 | スペース・レンジャー バズ・ライトイヤー 帝王ザーグを倒せ!       | Buzz Lightyear of Star Command: The Adventure Begins        | 2000年08月08日 | タッド・ストーンズ             |
| 24 | リトル・マーメイドII Return to The Sea                          | The Little Mermaid II: Return to the Sea                    | 2000年09月19日 | ジム・カマラッド               |
| 25 | わんわん物語II                                                  | Lady and the Tramp II: Scamp's Adventure                    | 2001年02月18日 | ダレル・ルーニー               |
| 26 | ミッキーのマジカル・クリスマス 雪の日のゆかいなパーティー       | Mickey's Magical Christmas: Snowed in at the House of Mouse | 2001年11月06日 | トニー・クライグ               |
| 27 | リセス 〜ぼくらの冬休み〜                                       | Recess Christmas: Miracle on Third Street                   | 2001年11月06日 | チャック・シーツ               |
| 28 | シンデレラII                                                    | Cinderella II: Dreams Come True                             | 2002年02月23日 | ジョン・カフカ                 |
| 29 | ノートルダムの鐘II                                              | The Hunchback of Notre Dame II                              | 2002年03月19日 | ブラッドリー・レイモンド       |
| 30 | ターザン&ジェーン                                               | Tarzan & Jane                                               | 2002年07月23日 | ヴィクター・クック             |
| 31 | ミッキーの悪いやつには負けないぞ!                               | Mickey's House of Villains                                  | 2002年09月03日 | ジェミー・ミッシェル           |
| 32 | くまのプーさん/みんなのクリスマス                               | Winnie the Pooh: A Very Merry Pooh Year                     | 2002年11月04日 | カール・ゲールズ               |
| 33 | 101匹わんちゃんII パッチのはじめての冒険                        | 101 Dalmatians II: Patch's London Adventure                 | 2003年01月21日 | ジム・カマラッド               |
| 34 | アトランティス 帝国最後の謎                                     | Atlantis: Milo's Return                                     | 2003年05月20日 | タッド・ストーンズ             |
| 35 | スティッチ!ザ・ムービー                                         | Stitch! The Movie                                           | 2003年08月26日 | トニー・クライグ               |
| 36 | リセス 〜ぼくらのちびっこ大戦争〜                               | Recess: All Growed Down                                     | 2003年12月09日 | チャック・シーツ               |
| 37 | リセス 〜ぼくらの新学期〜                                       | Recess: Taking the Fifth Grade                              | 2003年12月09日 | チャック・シーツ               |
| 38 | ライオン・キング3 ハクナ・マタタ                                | The Lion King 1½                                            | 2004年02月10日 | ブラッドリー・レイモンド       |
| 39 | くまのプーさん/ルーの楽しい春の日                               | Winnie the Pooh: Springtime with Roo                        | 2004年03月09日 | エリオット・M・バー            |
| 40 | ミッキー、ドナルド、グーフィーの三銃士                          | Mickey, Donald, Goofy: The Three Musketeers                 | 2004年08月17日 | ドノバン・クック               |
| 41 | ポップアップ ミッキー/すてきなクリスマス                        | Mickey's Twice Upon a Christmas                             | 2004年11月09日 | マシュー・オキャラハン         |
| 42 | ムーラン2                                                       | Mulan II                                                    | 2005年02月01日 | ダレル・ルーニー               |
| 43 | ターザン2                                                       | Tarzan II                                                   | 2005年06月01日 | ブライアン・スミス             |
| 44 | リロ&スティッチ2                                                | Lilo & Stitch 2: Stitch Has a Glitch                        | 2005年08月30日 | トニー・レオンディス           |
| 45 | くまのプーさん/ランピーとぶるぶるオバケ                         | Pooh's Heffalump Halloween Movie                            | 2005年09月13日 | エリオット・M・バー            |
| 46 | ラマになった王様2 クロンクのノリノリ大作戦                      | Kronk's New Groove                                          | 2005年12月13日 | エリオット・M・バー            |
| 47 | リロイ・アンド・スティッチ                                      | Leroy & Stitch                                              | 2006年06月23日 | トニー・クライグ               |
| 48 | ブラザー・ベア2                                                 | Brother Bear 2                                              | 2006年08月29日 | ベンジャミン・グリュック       |
| 49 | きつねと猟犬2 トッドとコッパーの大冒険                          | The Fox and the Hound 2                                     | 2006年12月12日 | ジム・カマラッド               |
| 50 | シンデレラIII 戻された時計の針                                  | Cinderella III: A Twist in Time                             | 2007年02月06日 | フランク・ニッセン             |
| 51 | DISNEY PRINCESS おとぎの国のプリンセス/夢を信じて               | Disney Princess Enchanted Tales: Follow Your Dreams         | 2007年09月04日 | デビッド・ブロック             |
| 52 | リトル・マーメイドIII はじまりの物語                            | The Little Mermaid: Ariel's Beginning                       | 2008年08月26日 | ペギー・ホムレス               |